# Division (Metro de Chicago)
Division es una estación en la línea Azul del Metro de Chicago. La estación se encuentra localizada en 1200 North Milwaukee Avenue en Chicago, Illinois. La estación Division fue inaugurada el 25 de febrero de 1951.  La Autoridad de Tránsito de Chicago es la encargada por el mantenimiento y administración de la estación. De esta estación, los trenes operan en intervalos de 2–7 minutos durante las horas pico, y toman alrededor de 6 minutos para llegar a The Loop.

## Descripción
La estación Division cuenta con 1 plataforma central y 2 vías. 

## Conexiones
La estación es abastecida por las siguientes conexiones: 
- Rutas del CTA Buses:#9 Ashland #56 Milwaukee #70 Division